# Hubbardston (Massachusetts)
Hubbardston é uma vila localizada no condado de Worcester no estado estadounidense de Massachusetts. No Censo de 2010 tinha uma população de 4.382 habitantes e uma densidade populacional de 40,28 pessoas por km².

## Geografia
Hubbardston encontra-se localizado nas coordenadas 42° 29′ 23″ N, 72° 00′ 10″ O. Segundo o Departamento do Censo dos Estados Unidos, Hubbardston tem uma superfície total de 108.78 km², da qual 106.37 km² correspondem a terra firme e (2.21%) 2.41 km² é água.

## Demografia
Segundo o censo de 2010, tinha 4.382 pessoas residindo em Hubbardston. A densidade populacional era de 40,28 hab./km². Dos 4.382 habitantes, Hubbardston estava composto pelo 97.44% brancos, o 0.59% eram afroamericanos, o 0.05% eram amerindios, o 0.48% eram asiáticos, o 0% eram insulares do Pacífico, o 0.39% eram de outras raças e o 1.05% pertenciam a duas ou mais raças. Do total da população o 1.44% eram hispanos ou latinos de qualquer raça.